# 楽安郡 (全羅南道)
楽安郡（ナガンぐん、낙안군）は韓国全羅南道順天市楽安面・外西面・別良面の一部と宝城郡筏橋邑、高興郡東江面の一部地域にあった昔の郡。高麗初の930年に既に楽安郡という地名が現れ、高麗時代から朝鮮時代にかけてずっと独自の郡として存続してきたが、1908年に廃止された。旧楽安郡の中心地だった楽安面地域には楽安邑城の城郭はもちろん、その内部の村までも原形に近い保存されており、歴史的価値が高く、観光地としても脚光を浴びている。

## 歴史
- もともとは百済の分嵯郡だった。
- 757年 分嶺郡に改称し、忠烈県（高興郡南陽面一帯）、兆陽県（宝城郡鳥城面一帯）、薑原県（高興郡豆原面一帯）、栢舟県（高興郡東江面一帯）を管轄した。
- 940年 楽安と改称して羅州の属県となった。忠烈県は南陽県、栢舟県を泰江県、薑原県は荳原県と改称され、兆陽県を含む楽安が管轄していた4県はすべて宝城郡に属した。
- 1172年 監務を置いた後、後に楽安郡に昇格した。
- 1409年 全羅道のすべての郷・所・部曲が廃止され、楽安郡管内の軍知部曲、加用所、草川所、開寧所がすべて廃止された。
- 朝鮮時代に今の筏橋邑古邑里にあった郡の治所を楽安邑城に移転した。
- 1895年に羅州府楽安郡となり、1896年に突山郡が新設され、楽安郡の島がすべて突山郡に編入され、8月4日に全羅南道楽安郡となった。下には11面が置かれた：邑内面・内西面・外西面・東上面・東下面・草上面・草下面（昔の草川所）・古上面・古下面（古上・古下は古邑である）・南上面・南下面

- 1908年 楽安郡が廃止され、邑内面・内西面・外西面・東上面・東下面・草上面・草下面は順天郡に、古上面・古下面・南上面・南下面は宝城郡に編入された。
- 順天郡に編入された7面は1914年に邑内面・内西面を楽安面に、東上面・東下面・草上面・草下面を東草面に統合し、外西面はそのまま存置して3面となったが、1929年に東草面を楽安面・別良面・宝城郡筏橋面に分割編入され現在は楽安面と外西面だけが残っている。
- 宝城郡に編入された4面は、古下面を古上面に編入し、南上面・南下面を南面に統合して2面となったが、1914年に南面一部が高興郡東江面に編入され、1915年に古上面と南面を統合して筏橋面となった。1929年に順天郡東草面の一部を編入し、1937年に筏橋邑に昇格した。1983年に高興郡東江面獐島里[1]が筏橋邑に編入された。